# Колядовка
Колядовка (укр. Колядівка) — село, относится к Новоайдарскому району Луганской области Украины.

## История
Слобода Колядовка являлась центром Колядовской волости Старобельского уезда Харьковской губернии Российской империи.
С 1968 года функционирует Народный музей истории.
Население по переписи 2001 года составляло 905 человек.
В 2014 году село переподчинено Новоайдарскому району.

## Органы власти
Орган местного самоуправления — Колядовский сельский совет (также туда входит село Волкодаево). Сельсовет расположен по улице Центральной, 2а.

## Религия
Свято-Архангело-Михайловский храм УПЦ МП расположен в ветхом доме.